# Sveti Rok-tunneln
Sveti Rok-tunneln (kroatiska: Tunel Sveti Rok) är en vägtunnel i Kroatien. Den anlades åren 1993–2009 och är en passage för motorfordon genom bergsryggen Mali Alan i berget Velebit i västra Kroatien. Det östra tunnelröret har en längd av 5 679 meter och tunneln är efter Mala Kapela-tunneln landets näst längsta tunnel. 

## Beskaffenhet
Sveti Rok-tunneln ingår som en del av A1 och består av två tunnelrör med två körfält vardera. Maximal tillåten hastighet för motorfordon är 80 kilometer per timme. Tunneln har ett modernt övervakningssystem och för nödsituationer finns ett slutet kommunikationssystem där människor i nöd kan nå tunneloperatören. Vidare har tunneln 38 stationer utrustade med nödtelefoner och brandlarmsenheter.
Sveti Rok-tunneln är inte avgiftsbelagd utan ingår i priset som fordonsförare betalar för att köra på A1. 